# Dlouhá chodba (Třeboň)
Dlouhá chodba je označení pro historickou chodbu, která přibližně spojuje Budějovickou bránu v jihočeské Třeboni s bývalou Břilickou bránou. 
Navazuje na třeboňský zámek na jižní straně a na kostel sv. Jiljí na straně severní. Je dlouhá 110 m. Nachází se u ní pamětní deska třeboňského opata Kříže z Telče.

## Historie
Chodba byla budována na západní straně městského opevnění. Město s jejím vznikem souhlasilo. Realizována byla v letech 1606 až 1612 v souvislosti s přestavbou opevnění od Dominika Comety. Nejprve se jednalo ale soustavu pavlačí nad původním opevněním, později (na počátku 18. století zde vznikla obezděná a krytá chodba). Na své severní straně chodba ústila prvním patrem nejprve jen do Budějovické brány a až později byla prodloužena  na oratoř v západní části lodi kostela sv. Jiljí. Jednalo se o spojovací chodbu, kterou mohla využívat šlechta pro přímý přesun na mši suchou nohou.
V dnešní době je součástí areálu Státního oblastního archivu v Třeboni a jsou zde uskladňovány písemnosti.